# チラリズム

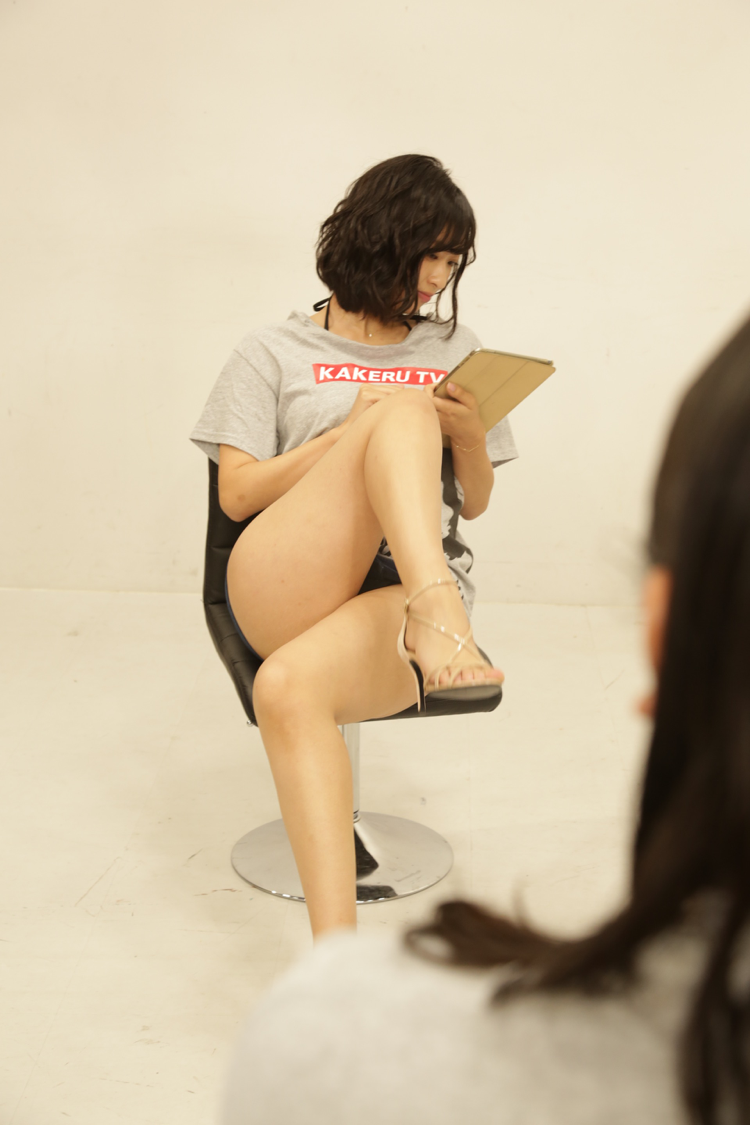
女性が脚を組み、素肌がのぞく様子

チラリズムとは、全裸や性器の露出といった直接的な性的アプローチではなく、
時間的もしくは空間的な制約の中で、偶発的に目に入る下着や素肌などが醸し出す淡い色気の方に性的興奮することを指す。

## 概略
言葉の起源は、女優の浅香光代が剣劇芝居の立ち回りを行う際にチラリと見える太ももが醸し出すエロティシズムを新聞記者が表現した造語とされる。1951年（昭和26年）の流行語になった。
浅香光代の著書には、1950年（昭和25年）に浅草の松竹演芸場に女剣劇で初出演するに当たり、当時全盛だったストリップに対抗するために、“エロにはエロをだ。ストリツプ・シヨウが、そのものズバリの舶来のエロなら、私は、チラリチラリのチラリズムのニツポン的なお色気でいつてやろう。”と、決意の上でのちらっと見せだったことが語られている。
近代以前、洋の東西を問わず女性の肌の露出は社会的な一種の禁忌となっていたため、女性の隠された素肌に対する性的興味や性的好奇心は抑圧されてきたが、一部に性的魅力を感じるものとして好事家の興味対象となった。
20世紀後半以降、特に、1970年代から漫画やテレビドラマの演出方法として広まり、ごく一般的な概念となった。

## おもな別称
パンチラ
パンツがチラリと見えること。スカートから女性の下着が見えた場合の呼び名。
ブラチラ
ブラジャーがチラリと見えること。薄着の女性のデコルテ付近や、腋の下などでブラジャーの一部が見えた場合の呼び名。
胸チラ
乳房、とくに胸の谷間がチラリと見えること。ただし、水着など初めからバストラインが見えるような服装をしている場合は除外される。
ハミ乳
着衣から乳房が一部はみ出している状態のこと。下部分がはみ出している場合は下乳、横部分がはみ出している場合は横乳。
チクチラ
女性の乳首がチラリと見えること。全裸にはならないイメージビデオなどで一瞬乳首が見えたときにもこの言葉が使われる。
マンチラ
女性のまんこ（膣）が一部見えること。パンティをずらして見せる場合もあれば、パンティをはかずにスカートがめくれて一瞬見えたとき等にも使われる。
ブルチラ
ブルマーがチラリと見えること。
ブリチラ
短パンの裾の隙間からブリーフがチラリと見えること。
フンチラ
男性の浴衣や半纏からふんどしがチラリと見えること。
シミチョロ
スカートの裾などにシミーズがチョロリと見えること。
足チラ
長いスカートや袴などで隠されている生足がチラリと見えること。
ベロチラ
女性の口元から舌がチラリと見えること。

## チラリズムに関する作品・命名等
- チラリズム - 加藤シゲアキ、小山慶一郎による楽曲。NEWSの2枚目のアルバム『pacific』に収録

## 関連書籍
- 週刊現代2011年1月15・22日号